# NTV Hayat
NTV Hayat är ett bosniskt TV-företag som grundades maj 1991 och började sända 23 februari 1992. De sänder lokalt i Bosnien och Hercegovina, samt utomlands via kabel och satellit.
- Hayat - Sänder som Nyheter, Live rapporteringar och olika musik
- Hayat show - Sport och studio
- Hayat folk - Musik

Populära program:
- Bela lađa
- ZMBT
- Dnevnik
- Dolina Vukova
- Krv Nije Voda
- Madhubula
- Glam Blam